# Microbates collaris
Microbates collaris là một loài chim trong họ Polioptilidae.